# Merkaz Omen
Merkaz Omen (hebr. מרכז אומן; ang. Merkaz Omen lub Omen; pol. Centrum Omen) – wieś komunalna położona w Samorządzie Regionu Ha-Gilboa, w Dystrykcie Północnym, w Izraelu.

## Położenie
Merkaz Omen jest położona na wysokości 64 metrów n.p.m. w południowej części intensywnie użytkowanej rolniczo Doliny Jezreel, na północy Izraela. Okoliczny teren jest płaski, opada jednak delikatnie w kierunku północnym. W odległości 2,5 km na południowy zachód od wsi wznoszą się wzgórza płaskowyżu Wyżyny Menassesa w rejonie Wadi Ara. Spływają stamtąd strumienie Taine (na zachód od wsi) oraz Azam i Ta’anach (na wschód), które zasilają przepływającą na północy rzekę Kiszon. W odległości 7 km po stronie wschodniej wznoszą się Wzgórza Gilboa. W otoczeniu wsi Merkaz Omen znajdują się moszawy Mele’a, Gadisz i wieś komunalna Nir Jafe. W odległości 1 km na południowy zachód od moszawu przebiega mur bezpieczeństwa oddzielający terytorium Izraela od Autonomii Palestyńskiej.
Merkaz Omen jest położona w Samorządzie Regionu Ha-Gilboa, w Poddystrykcie Jezreel, w Dystrykcie Północnym Izraela.

## Historia
W latach 50. XX wieku miała miejsce masowa emigracja ludności żydowskiej do Ziemi Izraela. Nagłe pojawienie się dużej liczby nowych imigrantów, zmusiło władze izraelskie do poszukiwania sposobu ich absorpcji. W ten sposób zrodziła się koncepcja utworzenia nowego obszaru osadnictwa w południowej części Doliny Jezreel. Cały projekt otrzymał wspólną nazwę Ta’anach, która to nazwa odnosiła się do całego regionu. Powstały tu trzy identyczne bloki osiedli, z których każdy posiadał centralną wieś pełniącą wszystkie podstawowe funkcje dla sąsiednich osad rolniczych. W ten sposób w 1953 roku utworzono pierwszy blok nazwany Ta’anach Alef, a na początku 1956 roku przystąpiono do tworzenia drugiego bloku osiedli Ta’anach Bet. Jeszcze w tym samym 1956 roku przystąpiono do tworzenia trzeciego bloku osiedli Ta’anach Gimel. Jako pierwszy powstał moszaw Gadisz, a następnie założono moszawy Mele’a i Nir Jafe. W 1958 roku utworzono centrum administracyjne i usługowe Merkaz Omen. W latach 90. XX wieku tutejsze moszawy przeszły przez proces prywatyzacji, zachowując kolektywną organizację instytucji kultury, edukacji i ochrony zdrowia. Zdecentralizowano jednak organizację działalności gospodarstw rolniczych. Wymusiło to podjęcie decyzji o zmienieniu charakteru wioski Merkaz Omen, w której wybudowano pierwsze domy mieszkalne.

## Demografia
Większość mieszkańców wsi jest Żydami:

## Gospodarka i infrastruktura
Gospodarka wsi opiera się na rolnictwie i usługach. Część mieszkańców pracuje poza wsią. We wsi jest przychodnia zdrowia, sklep wielobranżowy i warsztat mechaniczny.

## Transport
Przez wieś z południa na północny wschód przebiega droga nr 6714. Z głównego skrzyżowania można dojechać na południe do moszawu Gadisz i na zachód do moszawu Mele’a. Droga nr 6714 prowadzi na północny wschód do wsi Nir Jafe, i dalej do skrzyżowania z drogą nr 675. W odległości 3 km na północny zachód od wsi znajduje się port lotniczy Megiddo.

## Edukacja i kultura
Wieś utrzymuje przedszkole i szkołę podstawową. Starsze dzieci są dowożone do szkoły średniej w mieście Afula. We wsi jest ośrodek kultury z biblioteką, sala sportowa i boisko do piłki nożnej.